# Manuel da Nóbrega
El Padre Manuel da Nóbrega (Sanfins do Douro, 18 de octubre de 1517 - Río de Janeiro, 18 de octubre de 1570) fue un sacerdote (jesuita) portugués, jefe de la primera misión jesuita enviada a América, cuyas cartas sirven como documentos históricos sobre el Brasil colonia y la acción jesuita en el siglo XVI. Estudió en la Universidad de Salamanca y en la Universidad de Coímbra, formándose en derecho canónico y en filosofía en 1541.
Fue ordenado por la Compañía de Jesús (1544), embarcó en la armada de Tomé de Sousa (1549), de quien fuera amigo y consejero, como lo fue también de Mem de Sá, a servicio de la Corona portuguesa, con la misión de dedicarse a la catequesis de los indios en la colonización de Brasil. Participó en la fundación de Salvador y de Río de Janeiro y en la lucha contra los franceses como consejero de Mem de Sá.
Su mayor mérito durante la ocupación portuguesa, además de los constantes viajes por toda la costa brasileña, de São Vicente a Pernambuco, fue estimular la conquista del interior, sobrepasando y penetrando más allá de la Serra do Mar. Fue el primero en dar el ejemplo, al subir la meseta de Piratininga, donde se unió al sacerdote jesuita José de Anchieta para fundar la ciudad de São Paulo. 
En 1563 se unió a Anchieta e iniciaron el trabajo de pacificación de los Tamoyos, que retiraron su apoyo a los invasores franceses y fueran finalmente derrotados
- Datos: Q734274
- Multimedia: Manuel da Nóbrega / Q734274